# USA:s nationella säkerhetsråd

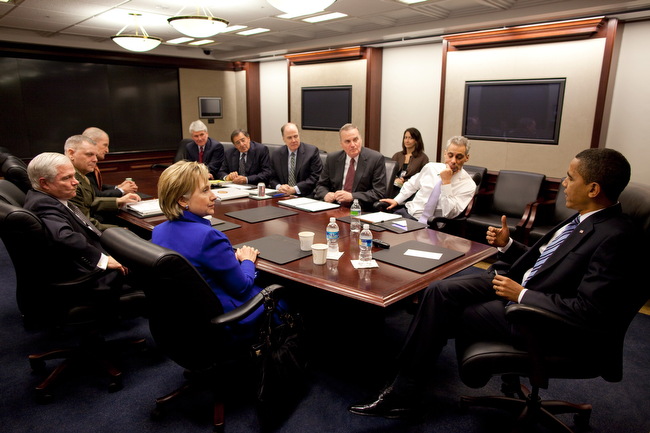
President Barack Obama vid ett NSC-sammanträde i mars 2009 i Vita husets Situation Room. Deltagarna på bilden inkluderar utrikesminister Hillary Clinton, försvarsminister Robert Gates, ställföreträdande försvarschef general James Cartwright, nationelle underrättelsedirektören Dennis Blair, juridiske rådgivaren Greg Craig, CIA:s generaldirektör Leon Panetta, biträdande säkerhetsrådgivaren Thomas Donilon, säkerhetsrådgivaren James L. Jones samt stabschefen Rahm Emanuel.

President Ronald Reagan och utrikesminister George Shultz får briefing den 15 april 1986 i Situation Room om Operation El Dorado Canyon i Libyen.

Förenta staternas nationella säkerhetsråd, National Security Council förkortat NSC, är ett till presidenten rådgivande organ i frågor som berör USA:s nationella säkerhet: inrikes, utrikes förbindelser, militärt, underrättelsemässigt och ekonomiskt. NSC tillkom i samband med att 1947 års National Security Act trädde i kraft och dess förekomst är lagstadgat.
I organisatoriskt hänseende är nationella säkerhetsrådet en del av presidentkansliet.

## Sammansättning och funktion
Presidenten är rådets ordförande och sammankallande. Ständiga medlemmar är vicepresidenten, utrikesministern samt försvarsministern.
Försvarschefen är ständigt adjungerad yrkesmilitär rådgivare och den nationella underrättelsedirektören är ständigt adjungerad underrättelserådgivare. Andra befattningshavare som ofta deltar i rådets överläggningar är vita husets stabschef, finansministern, justitieministern, inrikessäkerhetsministern, presidentens ekonomiske rådgivare (Assistant to the President for Economic Policy) och USA:s FN-ambassadör: de bjuds in alltefter behov eller efter hur den sittande presidenten valt att organisera sitt nationella säkerhetsråd.
Nationella säkerhetsrådet förknippas ofta med det stora, säkra, sammanträdesrummet, Situation Room, i vita husets västra flygel, där överläggningarna i regel äger rum. Staben har dock sitt formella säte i Eisenhower Executive Office Building.